# 西神吉町
西神吉町（にしかんきちょう）は、兵庫県加古川市の地域である。本項ではかつて同地域に所在した西神吉村（にしかんきむら）についても述べる。

## 概要
西神吉町は、加古川市の西に位置する。大字に西神吉町宮前、西神吉町西村、西神吉町中西、西神吉町大国、西神吉町岸、西神吉町辻、西神吉町鼎がある。

## 歴史
年表
- 1889年（明治22年）4月1日 - 町村制施行により印南郡鼎村・宮前村・西村・辻村・大国村・岸村が合併して印南郡西神吉村が発足[1]。
- 1956年（昭和31年）9月30日 - 印南郡西神吉村・東神吉村・米田町（平津・船頭）とともに加古川市へ編入[1]。
- 1958年（昭和33年）7月5日 - 高砂市阿弥陀町魚橋の一部を加古川市に編入。対象の地域の大字を西神吉町辻に改称[2]。
- 1981年（昭和56年）3月1日 - 高砂市阿弥陀町魚橋の一部を加古川市に編入、西神吉町辻の一部を高砂市へ編入[3]

## 人口統計
1901年末の戸数、人口は宮前村84戸、423人。鼎村110戸、480人。西村50戸、272人。中西村60戸、325人。大国村128戸、567人。岸村62戸、287人。辻村88戸、465人。

## 行政
村長
村長は以下の通り。
- 田淵恒太郎
- 水埜恒太郎
- 原藤作
- 前田辰太郎
- 山畑貞蔵
- 松尾団治
- 田中笹太郎
- 竹本伊平次
- 富木勘次郎

## 経済

### 産業
農業
重要農産物は米、麦、大豆、馬鈴薯、西瓜、大根、蓮根。 『大日本篤農家名鑑』によれば、西神吉村の篤農家は神吉、前田、原、田中などがいた。
商工業
工産物はメリヤス、靴下、手袋、タオル。

## 地域

### 教育
小学校
加古川市立西神吉小学校

### 郵便局
- 加古川西神吉岸簡易郵便局

### 公共施設
- 加古川市立総合体育館
- 加古川運動公園陸上競技場

### 寺社
寺院
- 南宗寺 - 浄土真宗本願寺派の寺院。山号、妓楽山。本尊、阿弥陀如来。1550年（天文19年 ）4月開基。
- 妙信寺 - 顕本法華宗の寺院。山号、本覚山。本尊、妙法大曼荼羅。1883年（明治16年）開基。
- 真福寺 - 曹洞宗の寺院。山号、青龍山。本尊、薬師如来。1626年（寛永3年）6月開基。
- 常福寺 - 浄土宗西山派の寺院。山号、聖徳山。本尊、阿弥陀如来。1663年（寛文3年）開基。
- 正岸寺 - 真宗大谷派の寺院。山号、宝国山。本尊、阿弥陀如来。1795年（寛政7年）開基。
- 正念寺 - 浄土真宗本願寺派の寺院。山号、高峰山。本尊、阿弥陀如来。1562年（永禄5年）12月開基。

神社
- 八幡神社 - 村社。祭神は誉田別命。

## 交通
バス
神姫バス
道路
加古川バイパス
兵庫県道387号平荘魚橋線
兵庫県道388号飾東宝殿停車場線
兵庫県道389号志方魚橋線
兵庫県道515号小原宝殿停車場線

## 出身人物
- 神吉長作（篤農家[6]、宮前区長、西神吉村会議員）
- 神吉晴夫（出版人） - 光文社社長。かんき出版創業者。
- 原清兵衛 - 法華山より出る谷川の水によって水田を養おうと神吉の大池を改築した[9]。其の功により字赤ヶ谷の田地四反歩を時の領主より下賜された[9]。
- 平岡太吉（農業、金融業） - 宮前村出身。弁護士、政治家・平岡萬次郎、内務官僚・平岡定太郎兄弟の父。農商務官僚・平岡梓の祖父。作家・三島由紀夫の曽祖父。